# سباق طواف فرنسا 2011
طواف سان سيباستيان 2011 (بالإنجليزية: 2011 Clásica de San Sebastián)‏ هو سباق دراجات هوائية أقيم بتاريخ 30 يوليو 2011، تكون السباق من مرحلة واحدة وامتدّ لمسافة 234 كم بسرعة 40. 24 كم/س، استغرق السباق 5 ساعة 48 دقيقة 52 ثانية. فاز به البلجيكي فيليب جيلبير وحلّ ثانيا الإسباني كارلوس باريدو.

## الترتيب
| م                     | الدرّاج        | البلد   | الزمن                    |
| --------------------- | ------------- | ------- | ------------------------ |
| الفائز بالترتيب العام | فيليب جيلبير  | بلجيكا  | 5 ساعة 48 دقيقة 52 ثانية |
| الثاني                | كارلوس باريدو | إسبانيا |                          |